# NGC 7604
NGC 7604 (również PGC 70974) – galaktyka soczewkowata (S0), znajdująca się w gwiazdozbiorze Ryb. Odkrył ją Albert Marth 29 listopada 1864.